# Astragalus glycyphyllos
Espèce
Classification APG III (2009)
Astragalus glycyphyllos, l'Astragale réglisse, Astragale à feuilles de réglisse ou Réglisse sauvage, est une espèce de plantes à fleurs de la famille des Fabacées. C'est une plante herbacée originaire d'Eurasie.

## Description

### Appareil végétatif
C'est une plante herbacée vivace de 30 cm à 1 mètre de hauteur (exceptionnellement 1,5 m), presque glabre, elle est couchée ou ascendante. Ses feuilles imparipennées comportent 4-6 paires de grandes folioles ovales. Les stipules supérieures sont lancéolées-acuminées.

### Appareil reproducteur
L'inflorescence est racème capituliforme qui comporte des fleurs hermaphrodites d'un jaune verdâtre ou livides, assez grandes, sur des pédoncules axillaires 2 fois plus courts que la feuille. La floraison va de mai à août, la pollinisation entomogame. Les fruits sont des gousses à dissémination : barochore.

## Habitat et répartition
- Habitat type : ourlets basophiles médioeuropéens (développés sur des sols riches en calcium, secs, assez superficiels et généralement pauvres en azote.)
- Aire de répartition : eurasiatique

Données d'après Julve, Ph., 1998 ff. - Baseflor. Index botanique, écologique et chorologique de la flore de France. Version : 23 avril 2004. 

## Utilisations
Cette plante est réputée traiter les inflammations du système respiratoire, les ulcères gastriques ou duodénaux, la gastrite chronique, l’insuffisance surrénale[réf. nécessaire], soulager les symptômes de l'arthrite et les douleurs rhumatismales.
Ses fleurs et surtout ses feuilles renferment de la glycyrrhizine, substance qui donne à la racine de réglisse son goût caractéristique.

## Galerie

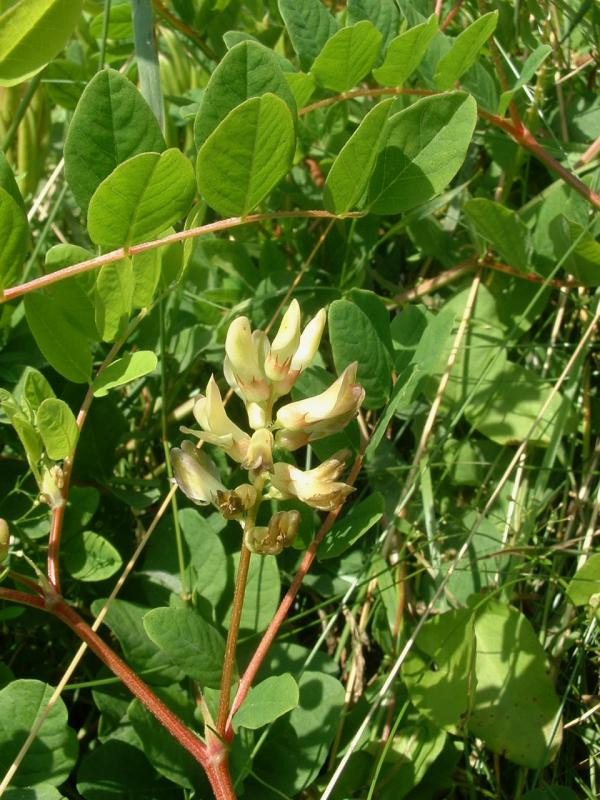
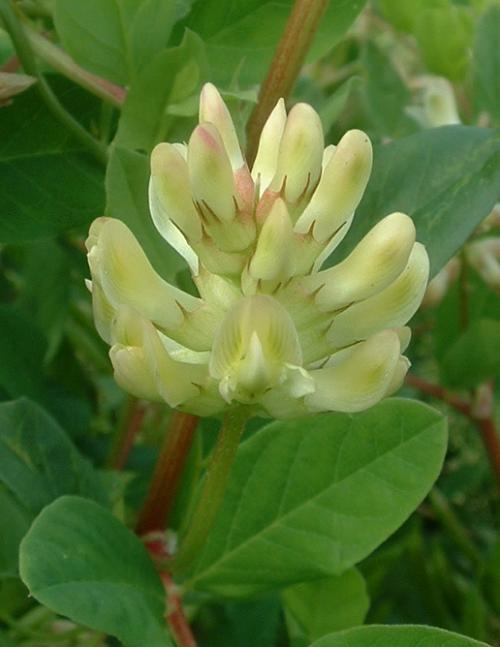
inflorescence.
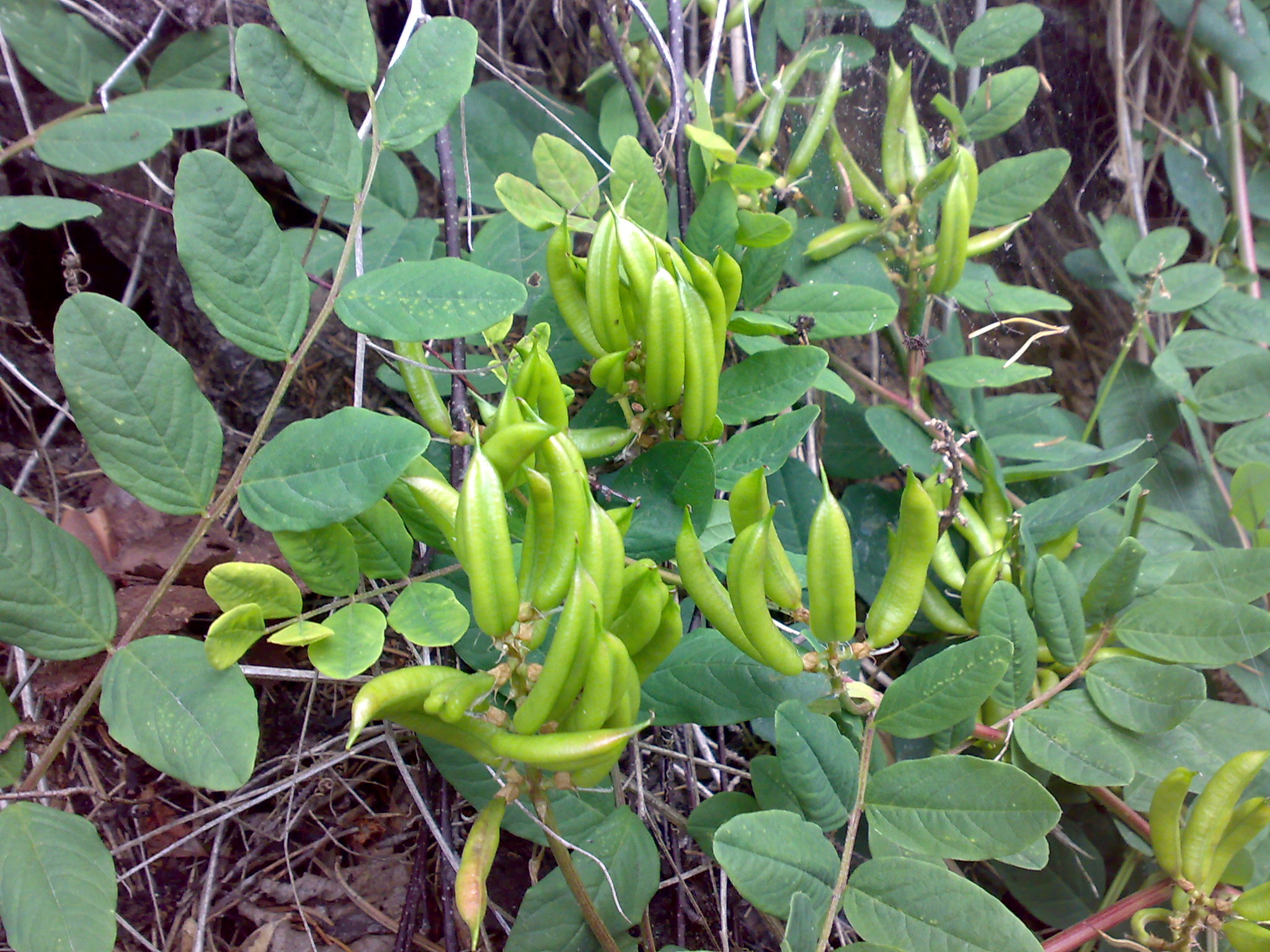
gousses.
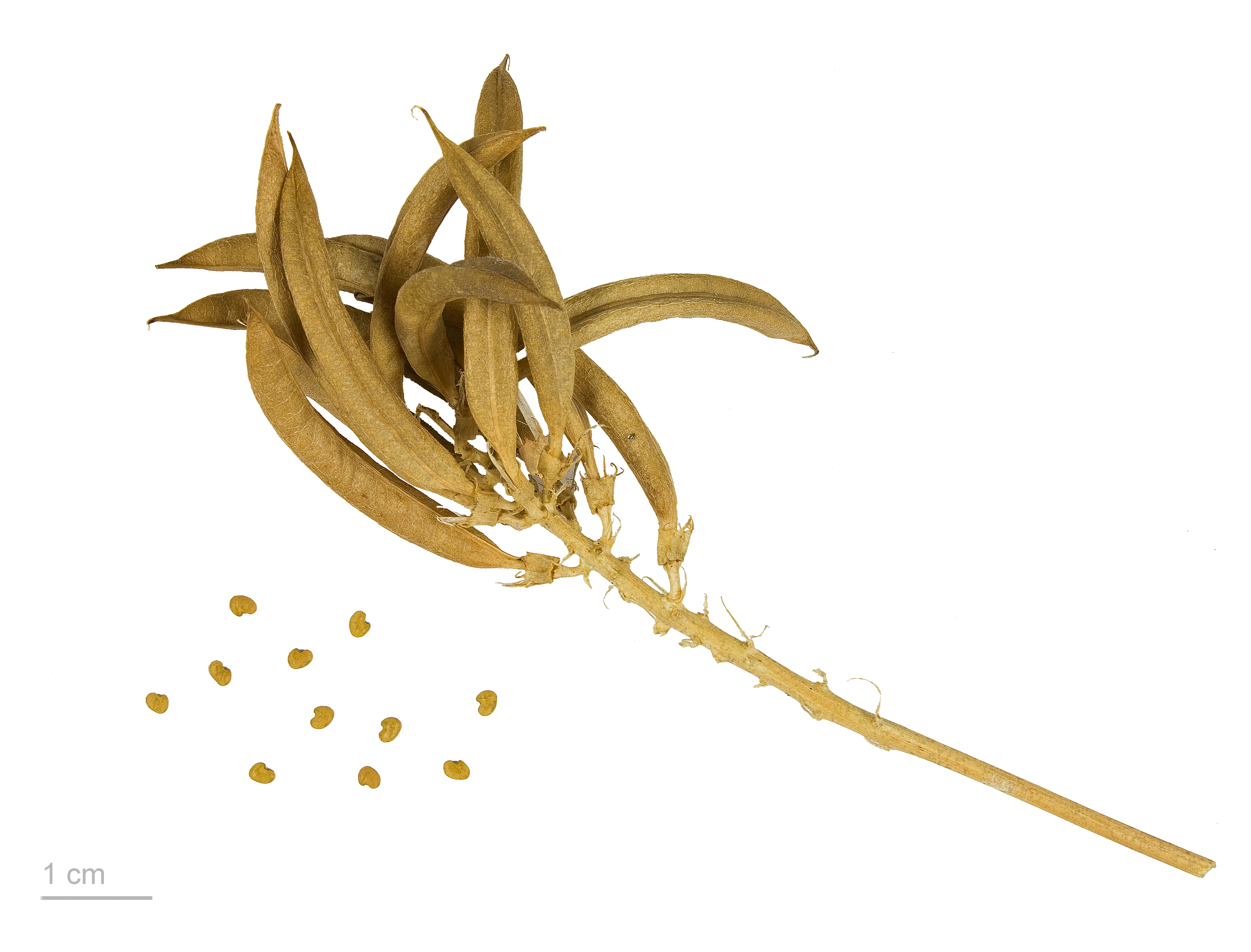
Astragalus glycyphyllos au Muséum de Toulouse.

## Statut de protection
En France, l'espèce est protégée dans le Nord-Pas-de-Calais.